# New York Beat Movie
New York Beat Movie (conosciuto anche come Downtown 81) è un film del 2000 diretto da Edo Bertoglio e basato sulla vita del pittore statunitense Jean-Michel Basquiat.

## Trama
Uscito da un ospedale giusto in tempo per ricevere lo sfratto, il diciannovenne Jean Michel Basquiat vaga per Downtown New York cercando qualcuno interessato ai suoi quadri, scrivendo dei messaggi ironici e di denuncia sociale sui muri della città. In questo percorso Basquiat incontra le persone più strane, ma nulla riesce a impressionarlo o dissuaderlo dai suoi intenti.

## Riconoscimenti
- 1981 - Bratislava International Film Festival
  - Candidatura al Grand Prix (Edo Bertoglio)